# Musca bimaculata
Musca bimaculata är en tvåvingeart som först beskrevs av Nils Samuel Swederus 1787.  Musca bimaculata ingår i släktet Musca, ordningen tvåvingar, klassen egentliga insekter, fylumet leddjur och riket djur. Inga underarter finns listade i Catalogue of Life.